# Molino Armero
El Molino Armero es uno de los pocos molinos de pimentón que continúa en pie en la Región de Murcia y uno de los últimos molinos de agua que ha estado en funcionamiento hasta hace poco. La construcción se ubica junto a la acequia de Churra la Vieja y sobre una antigua alberca islámica, en la pedanía de Cabezo de Torres, en Murcia. Propiedad en 1901 de Juan Armero Muñoz (a quien debe su nombre), se dedicó a la molienda y exportación de pimentón y de otras especias hasta la década de los noventa del siglo XX. De él se conservan 5 piedras de moler y 2 molinos eléctricos, además de otros elementos propios de la industria. La relevancia del mismo está asociada al pimentón de Murcia, que cuenta con una de las dos denominaciones de origen protegido existentes en España.
Tanto el edificio como el huerto sobre el que se sitúa (que coincide con una antigua balsa islámica), están incluidos en el conjunto monumental del Sitio Histórico de Monteagudo-Cabezo de Torres, declarado Bien de Interés Cultural (BIC) en 2004 y relacionado con la figura del Rey Lobo.
El edificio está construido sobre otro molino hidráulico del siglo XVII, que funcionaba con la fuerza motriz del agua de la acequia de Churra La Vieja. La primera referencia en papel que se tiene del primer molino, por entonces harinero, data en escrituras de 1608.
Es propiedad del Ayuntamiento de Murcia desde 2020, que espera restaurar y musealizar el molino del siglo XVII, el molino del XX (con una superficie de 1000m2) y la balsa islámica (casi 6000m2).